# Радіомаяк
Радіомаяк — радіопередавальний пристрій, що встановлюється в радіонавігаційній точці простору і забезпечує спільно з бортовим радіонавігаційним обладнанням визначення навігаційного параметра.
Сигнал передається через регулярні проміжки часу і містить код маяка (в коді Морзе). Цей сигнал також може бути переданий після отримання запиту. Морський і повітряний транспорт використовує маяк для визначення напрямку за допомогою пеленгації.
Радіомаяки бувають кутомірні і дальномірні (частіше комбіновані - кутомірно-дальномірні). Кутомірні (азимутні, VOR - VHF omnidirectional range ) радіомаяки призначені тільки для визначення напрямку. Дані з двох станцій VOR або поєднання інформації VOR з даними DME (англ. Distance measuring equipment, дальність положення станції) дозволяє однозначно визначити положення літака.
Аналогом системи VOR/DME для військових є навігаційна система TACAN (англ. Tactical air navigation system).

## Радіомаяк зворотного азимута системиMLS

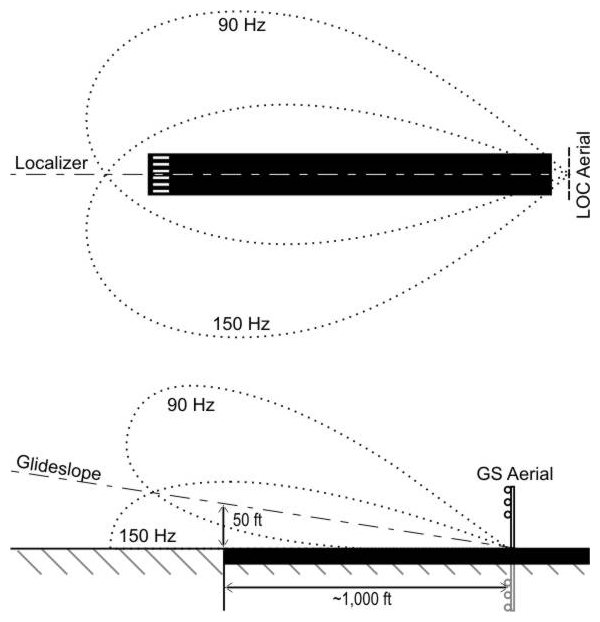

Наземний радіотехнічний пристрій, що випромінює попередній радіосигнал і радіосигнал променя антени, який сканує в прямому і зворотному напрямах в горизонтальній площині, для визначення на борту повітряного корабля його азимута в зоні зворотного азимута.